# Arielia
Arielia is een geslacht van weekdieren uit de klasse van de Gastropoda (slakken).

## Soort
- Arielia cancellata Shuto, 1983